# José Maiz García
José Sebastián Maiz García (Monterrey, Nuevo León; 14 de agosto de 1944), diputado local de Monterrey en la LXXIII Legislatura. Es un empresario regiomontano, director general de la Constructora Maiz Mier; beisbolista campeón mundial de la Little League World Series, de Williamsport, Pensilvania, E.U., en 1957; propietario del Club Sultanes de Monterrey desde 1986, equipo de béisbol de Nuevo León, campeón en cinco ocasiones en la Liga Mexicana de Béisbol, en 1991, 1995, 1996, 2007 y 2018
Maiz García es egresado del Instituto Tecnológico y de Estudios Superiores de Monterrey (ITESM), cursó la carrera de Ingeniero Civil y el posgrado en Administración de Empresas con Especialidad en Finanzas.
Hijo de María Antonia García, quien fallece en 1968, y de José Maiz Mier, primer ingeniero civil titulado en la ciudad de Monterrey y fundador de la Constructora Maiz  Mier en 1938.

## Trayectoria deportiva
En 1956, con tan sólo 12 años de edad, es inscrito en la Liga Industrial de Monterrey, perteneciente a la Liga Pequeña con sede en Williamsport, Pensilvania. Un año después, se incorpora como jardinero izquierdo al equipo Monterrey, representativo de la ciudad que obtiene, en ese mismo año, el primer campeonato para el país.
Los niños campeones pasaron a la inmortalidad al realizar el juego perfecto de manos del pitcher Ángel Macías, en la Serie Mundial de Williamsport, Pensilvania. Logro que quedaría plasmado en la película Pequeños Gigantes, filmada en 1960 y protagonizada por los mismos peloteros.
La hazaña alcanzada por los regiomontanos en 1957 es considerado un récord de juego final, título alcanzado por primera vez por un equipo no estadounidense, por lo que Maiz García y el resto de sus compañeros de equipo trascendieron a nivel internacional a través de reportajes, entrevistas, libros y películas como es el caso del filme realizado en 2009 The Perfect Game.
Dos años después de su primer campeonato, Pepe Maiz  participó en el Campeonato Mundial de la Liga Pony en Washington D. C., consiguiendo el tercer lugar. Torneo en el que también obtiene el título de campeón bateador.
En 1961, el jardinero izquierdo conformaría el representativo de Monterrey que disputa el Campeonato Mundial de Liga Colt en Albine, Texas, obteniendo el tercer lugar.
A partir de 1986, José Maiz incursiona como mánager de béisbol y es nombrado ejecutivo del año de la Liga Mexicana de Béisbol, por haber obtenido los Sultanes de Monterrey el campeonato de la zona norte y el subcampeonato de la Liga Mexicana de Béisbol.
En 1987 es designado mánager de la Selección de béisbol de México y participa en la VII Copa Interamericana, realizada en La Habana, Cuba. Al año siguiente, se convierte en el Presidente del Club Sultanes de Monterrey y consejero del patronato pro construcción del Estadio de Béisbol Monterrey, inmueble catalogado como el más funcional en toda Latinoamérica. Este campo es conocido por ser la casa del equipo de la LMB Sultanes de Monterrey, así como por haber albergado eventos musicales de algunos artistas latinos de talla internacional como lo son Maná, Selena como parte del Festival de Monterre, y el exlíder de la banda argentina Soda Stereo, Gustavo Cerati. En su última gira titulada Fuerza Natural en 2009 antes de su coma.

## Campeonatos de la Liga Mexicana de Béisbol
En 1991, siendo Presidente y propietario de los Sultanes de Monterrey, consigue su primer campeonato en la Liga Mexicana de Béisbol. Título que vuelve a obtener en 1995 y el bicampeonato un año después. En 2007, nuevamente los Sultanes se coronan.
En 2008 y 2009, Stephen D. Keener, presidente de las Ligas Pequeñas en Williamsport, Pensilvania, designa a Pepe Maíz como Director Nacional de las Ligas Pequeñas.

## Cinco veces Inmortal
Es considerado el “Cinco veces Inmortal” por su ingreso, en 1993, al Salón de la Fama del Tecnológico de Monterrey y al Salón de la Fama del Deporte Latinoamericano en Laredo, Texas; en 2002, le dan la bienvenida al Salón de la Fama del Béisbol Profesional de México; en el 2005, el Salón de la Excelencia de Williamsport, Pensilvania incorpora al primer mexicano en su recinto; finalmente, en 2011, Maíz García ingresa al Salón de la Fama de la Confederación Deportiva Mexicana (Codeme).

## Trayectoria profesional
José Maíz García es director general de la Constructora Maíz Mier desde 1995. Con más de cuatro décadas de experiencia en el ramo de la construcción, el también titular del Consejo de Administración de la constructora toma la estafeta de la empresa familiar a la muerte de su padre, en 2006.